# 亞伯勒 (密西西比州)
亞伯勒（英語：Yarbrough）是位於美國密西西比州奎特曼縣的非建制地區。

## 地理
亞伯勒所處的海拔為高於海平面48米（即157英呎），而該地所採用的時區為UTC-6，即北美中部時區（CST）。同時該地設有夏令時間，為UTC-6調快一小時，即UTC-5（CDT）。